# 阿爾托德拉阿利安薩區
17°59′41″S 70°14′52″W / 17.9948°S 70.2479°W
阿爾托德拉阿利安薩區（西班牙語：Distrito de Alto de la Alianza），是秘魯的一個區，位於該國南部塔克納大區的塔克納省，始建於1984年5月9日，面積371.4平方公里，海拔高度620米，2005年人口35,429，人口密度每平方公里95人。